# Слепи гуслар (споменик)
Слепи гуслар је споменик у Београду.
На откривању споменика званичници су објавили да је споменик пронађен захваљујући др Марку Поповићу у депоу Музеја града Београда, као и да је од њега потекла иницијална идеја за поновно постављање новооткривеног споменика.

## Историјат

### Споменик Карађорђу на Калемегдану
Слепи гуслар јесте оригинално био део споменичке композиције вожду Карађорђу, чији је аутор Паскија Пашко Вучетић, српски сликар и вајар из Сплита. Ову монументалну композицију је на Калемегдану 13/24. августа 1913. године открио краљ Петар I Карађорђевић, а свечаности су присуствовали краљевић Александар, краљевић Ђорђе, председник Министарског савета Никола Пашић, градоначелник Београда Љубомир Давидовић, војвода Радомир Путник...
Споменик Карађорђу су срушиле аустроугарске власти, непосредно по окупацији Београда 1916. године. На његовом месту имале су намеру подићи споменик цару Францу Јозефу. Иако је његов споменик стигао бродом 1918. године, брзи ратни пораз Аустроугарске је онемогућио да буде постављен.
На месту овог споменика, 11. новембра 1930. године је откривен Споменик захвалности Француској, дело Ивана Мештровића.